# 冨士本大生
冨士本 大生（ふじもと ひろき、1992年4月10日 - ）は、日本の元男子バレーボール選手である。

## 来歴
奈良県宇陀市出身。友人に誘われてバレーボールを始める。
大阪商業大学高等学校、大阪産業大学を経て、2014/15シーズン、V・プレミアリーグ（当時のVリーグ1部リーグ）に所属するパナソニックパンサーズの内定選手となった。
2015年、大学卒業後に、パナソニックパンサーズに入団した。入団1シーズン目となる2015/16シーズンにV・プレミアリーグの試合に出場し、Vリーグデビューを果たした。
2017年、2016/17シーズン終了をもって現役を引退した。引退後は社業に専念。

## 所属チーム
- 大阪商業大学高等学校（2008-2011年）
- 大阪産業大学（2011-2015年）
- パナソニックパンサーズ（2015-2017年）